# Корија
Корија је насељено место у саставу града Вировитице у Вировитичко-подравској жупанији, Република Хрватска.

## Историја
До територијалне реорганизације у Хрватској налазила се у саставу старе општине Вировитица.

## Становништво
На попису становништва 2011. године, Корија је имала 767 становника.

## Попис1991.
На попису становништва 1991. године, насељено место Корија је имало 860 становника, следећег националног састава:
| Попис 1991.‍  | Попис 1991.‍  | Попис 1991.‍ | Попис 1991.‍ | Попис 1991.‍ |
| ------------ | ------------ | ----------- | ----------- | ----------- |
|              |              |             |             |             |
| Хрвати       | Хрвати       |             | 815         | 94,76%      |
| Југословени  | Југословени  |             | 8           | 0,93%       |
| Срби         | Срби         |             | 5           | 0,58%       |
| Мађари       | Мађари       |             | 2           | 0,23%       |
| Словаци      | Словаци      |             | 2           | 0,23%       |
| Словенци     | Словенци     |             | 2           | 0,23%       |
| Црногорци    | Црногорци    |             | 1           | 0,11%       |
| Чеси         | Чеси         |             | 1           | 0,11%       |
| неопредељени | неопредељени |             | 2           | 0,23%       |
| непознато    | непознато    |             | 22          | 2,55%       |
| укупно: 860  |              |             |             |             |